# رویل پروداکشنز

رویل پروداکشنز (انگلیسی: Reveille Productions) یا اندمول شاین آمریکای شمالی (انگلیسی: Endemol Shine North America) یک شرکت تولیدکننده محتوای تلویزیونی است که در سال ۲۰۰۲ در لس انجلس تاسیس شد. این شرکت زیرمجموعه‌ای از شرکت اندمول در آمریکای شمالی است.